# Ptochophyle corallina
Ptochophyle corallina är en fjärilsart som beskrevs av Claude Herbulot 1970. Ptochophyle corallina ingår i släktet Ptochophyle och familjen mätare. Inga underarter finns listade.